# Светозаровка
Светозаровка — населённый пункт, входящий в состав Незнановского сельского поселения Кораблинского района Рязанской области.

## Географическое положение
Светозаровка находится в северной части Кораблинского района, в 7 км к северу от райцентра.
Ближайшие населённые пункты:

— деревня Зимарово в 3 км к юго-западу по грунтовой дороге;

— посёлок Проницы в 1,5 км к западу по асфальтированной дороге;

— село Незнаново в 6 км к северо-востоку по асфальтированной дороге;

— деревня Фролово в 7 км к юго-востоку по грунтовой дороге.

## Природа
По восточной окраине протекает река Алешня (приток Прони).

## Название
Наименование селения, возможно, отражает оптимистические настроения части крестьянства после событий 1917 года. 
Однако один из старожилов деревни Светозаровка высказал совершенно иное мнение по вопросу происхождения названия деревни. Он отметил, что Незнаново было огромным селом, с плотной застройкой, поэтому жили в нем тесно, скученно. «По 2–3 дома под одну крышу жили». «Там тесно было жить, а здесь луга, простор, свет».

## История
Поселок Светозарный возник в 1920 году. Это был выселок крестьян из села Незнаново.
В 1925 году в составе Незнановского сельсовета поселок Светозарный насчитывал 14 дворов и 58 жителей.

## Население
| 2010 |
| ---- |
| 6    |

## Инфраструктура
Нет объектов инфраструктуры.
Дорожная сеть
По южной окраине проходит автотрасса «Незнаново-Красное-Быково».
Уличная сеть
Дома строятся вдоль одной улицы с грунтовым покрытием.
Связь
Ближайшее сельское отделение почтовой связи в деревне Быково (индекс 391210).